# Шарль Годішо-Бопре
Шарль Годішо-Бопре (фр. Charles Gaudichaud-Beaupré; 4 вересня 1789 — 16 січня 1854) — французький ботанік та систематик рослин.

## Біографія
Народився у місті Ангулем у сім'ї JJ. Gaudichaud та  Rose (Mallat) Gaudichaud. Вивчав фармакологію в рідному місті та у місті Коньяк.
Деякий час, до переїзду в Париж, він працював у хімічній лабораторії у місті Коньяк.
Вивчав ботаніку у Національному музеї природознавства у Парижі, а потім, після закінчення курсу в Антверпені служив у Військово-морському флоті Франції як фармацевт у 1811–1814 роках. У 1817 був завербований Луї де Фрейсине для участі у експедиції на Тихий океан як хірург та ботанік на борту корабля Uranie.
Протягом цієї трирічної експедиції працював з Жозефом-Полем Гемаром як його помічник. Зібрав тисячі зразків флори та фауни з областей від західного узбережжя Австралії до Гаваї.
В ході досліджень, проведених на островах Берньє біля входу в затоку Шарк у Західній Австралії виявив досі не описані види чагарникових рослин, які він назвав Keraudren від імені лікаря, що супроводжував судно. На острові Тимор знайшов раніше невідомий науці вид (лат. Pandanales), який назвав Pandanus freycinetia на честь командира експедиції. Іншу рослину з подібною назвою (Santalum freycinetiana), яка є видом сандалового дерева, виявили на Гаваях.
На зворотному шляху корабель зупинився у Сіднеї в Австралії, де Годішо-Бопре мав можливість дослідити Блакитні гори та зібрати багато цікавих екземплярів флори. Після катастрофи Uranie на Фолклендських островах у лютому 1820 року, зміг врятувати більшу частину своєї колекції тропічних рослин, та поки через кілька місяців екіпаж було врятовано американським корабелем, зміг зібрати сотні зразків місцевої флори Фолклендських островів, які він описав в опублікованій у 1825 році книзі Flora des îles Malouines. Доповідь про всю експедицію на борту Uranie вийшла у наступному році.
У 1828 Годішо-Бопре став членом-кореспондентом Французької академії наук та взяв участь в іншій експедиції (1830–1832) на борту Herminie у Південну Америку, де вивчав флору Бразилії, Чилі та Перу і зібрав понад 3000 експонатів для Національного музею природознавства у Парижі. В 1836–1837 роках разом із зоологом фр. Fortuné Eydoux брав участь у своїй останній експедиції до Тихого океану на кораблі Bonita під командуванням фр. Auguste Nicolas Vaillanta.
Після повернення з цієї поїздки був прийнятий як постійний член Академії наук. Під час своїх подорожей зібрав більше десяти тисяч екземплярів рослин, у тому числі 1200 раніше невідомих науці. Рослину гревіллею, що цвіте червоними квітами, яку він знайшов у Західній Австралії, назвали на його честь Grevillea gaugichaudi.

## Наукові роботи
- "Voyage autour du monde: entrepris par ordre du roi … exécuté sur les corvettes de S. M. l'Uranie et la Physicienne, pendant les années 1817, 1818, 1819 et 1820 [Архівовано 19 лютого 2014 у Wayback Machine.] … /par M. Louis de Freycinet…. Botanique, par M. Charles Gaudichaud [avec la collaboration de MM.|Persoon, Agardh et Schewaegrichen] Pillet aîné, Paris, 1826
- «Recherches générales sur l'organographie, la physiologie et l'organogénie des végétaux» Imprimerie Royale, Paris, 1841.
- «Voyage autour du monde: exécuté pendant les années 1836 et 1837 sur la corvette la Bonite /commandée par M. Vaillant» Arthus Bertrand, Paris, 1851 (v.1 [Архівовано 19 лютого 2014 у Wayback Machine.], v.2 [Архівовано 15 липня 2014 у Wayback Machine.], v.3 [Архівовано 14 липня 2014 у Wayback Machine.], v.4 [Архівовано 15 липня 2014 у Wayback Machine.], Atlas [Архівовано 15 липня 2014 у Wayback Machine.])